# Тарногський район
Та́рногський район (рос. Тарногский район) — адміністративна одиниця Вологодської області Російської Федерації.
Адміністративний центр — село Тарногський Городок.

## Географія
Район розташований на північному сході Вологодської області, межує на півночі з Архангельською областю, на сході — з Нюксенським районом, на заході — з Верховазьким, на півдні — з Тотемським муніципальними районами Вологодської області. Протяжність із заходу на схід — 77 км, з півночі на південь — 97 км.

## Історія
Першим населенням території району були Фіно-угорські народи. Постійне слов'янське населення в цих краях, більш за все, з'явилося в XIII—XIV століттях. Спочатку це були «смерди» — біженці з земель, розорених монголами. Потім ці землі стали ареною протистояння Новгорода і Ростова. У XIV столітті ці землі вже описуються як володіння новгородського своєземця Василя Матвєєва, які він купив у чуді в 1315 році за 20 тисяч білок і 10 рублів. Правнукові Матвєєва через 80 років належали землі по Кокшеньгі, їх рід відомий як Своєземцеві. У 1453 році в літописах вперше згадується село Тарногський Городок. У 1478 році Новгород визнав над собою владу Москви, землі по Кокшеньгі перейшли у відання Московської держави.
Кокшензький район утворений 1929 року у складі Північного краю із частини ліквідованого Тотемського повіту з центром у селі Тарногський Городок. 30 липня 1931 року район разом із сусіднім Сухонським районом були ліквідовані та увійшли до складу Нюксенського району. 10 грудня 1932 року частина Нюксенського району, територія сучасного Тарногського району, передана до складу Тотемського района. 25 січня 1935 року із частин Нюксенського та Тотемського районів утворено Тарногський район з центром у селі Тарногський Городок. 1936 року до складу району передана частина Нюксенського району. У період 1936-1937 років район перебуав у складі Північної області, потім у складі Вологодської області. 23 грудня 1962 року Нюксенський та Тарногський райони утворили Тарногський сільський район, але вже 12 січня 1965 року були повернуті попередні райони.

## Населення
Населення району становить 11237 осіб (2019; 12838 у 2010, 15363 у 2002).

## Адміністративно-територіальний поділ
На території району 6 сільських поселень:
| Поселення                       | Площа, км² | Населення, осіб (2002) | Населення, осіб (2010) | Населення, осіб (2019) | Центр               | Населені пункти |
| ------------------------------- | ---------- | ---------------------- | ---------------------- | ---------------------- | ------------------- | --------------- |
| Верховське сільське поселення   | -          | 1118                   | 696                    | 523                    | Верховський Погост  | 50              |
| Забірське сільське поселення    | -          | 1607                   | 1142                   | 972                    | Красне              | 41              |
| Ілезське сільське поселення     | -          | 1181                   | 697                    | 371                    | Ілезський Погост    | 19              |
| Маркушевське сільське поселення | -          | 883                    | 693                    | 600                    | Заріч'є             | 19              |
| Спаське сільське поселення      | -          | 1728                   | 1278                   | 974                    | Никифоровська       | 45              |
| Тарногське сільське поселення   | -          | 8306                   | 8332                   | 7797                   | Тарногський Городок | 87              |

- 8 квітня 2009 року ліквідовано Кокшензьке сільське поселення, Озерецьке сільське поселення та Шебеньгське сільське поселення, їхні території увійшли до складу Тарногського сільського поселення[4].

## Найбільші населені пункти
Нижче подано населені пункти з чисельністю населення понад 1000 осіб:
| № | Населений пункт     | Населення, осіб (2002) | Населення, осіб (2010) |
| - | ------------------- | ---------------------- | ---------------------- |
| 1 | Тарногський Городок | 5539                   | 5368                   |